# Adolphe Charlier
Adolphe Charlier (* 11. Februar 1907 in Seraing; † 12. Juni 1967 in Lüttich) war ein belgischer Radrennfahrer und nationaler Meister im Radsport.

## Sportliche Laufbahn
Charlier war im Bahnradsport und im Straßenradsport aktiv. Von 1926 bis 1937 war er Unabhängiger und Berufsfahrer. Er trat vor allem als Sechstagefahrer in Erscheinung. Charlier gewann die Sechstagerennen von Brüssel 1931 und 1935 mit Roger De Neef als Partner. 1936 siegte er in Amsterdam mit Frans Slaats.
Zweite Plätze holte er in den Sechstagerennen von Brüssel 1927, 1932, 1933 und 1936, von New York 1930, von Paris 1932, von Paris und Berlin 1933, von Kopenhagen 1934 und 1936, von Antwerpen und Rotterdam 1936. Dazu wurde er mehrfach Dritter.
Im Zweier-Mannschaftsfahren gewann er einige renommierte Rennen wie 1930 den Prix du Salon und den Prix Houlier-Comès, 1931 den Prix Goullet-Fogler – alle mit Roger De Neef.
Auf der Straße wurde er 1931 Zweiter im Rennen Romsée–Stavelot–Romsée.

## Familiäres
Sein Vater Eugène Charlier und sein Sohn Francis Charlier waren ebenfalls Radrennfahrer.